# Середньо-Банатський округ
Сере́дньо-Бана́тський о́круг (серб. Средњобанатски округ) — адміністративний округ в Сербії, в складі автономного краю Воєводина. Адміністративний центр — місто Зренянин.

## Населення
Згідно з даними перепису 2002 року в окрузі проживало 335 901 особа, з них:
- серби — 72,3%
- угорці — 13,4%
- цигани — 2,7%
- румуни — 2,5%
- югослави — 1,8%
- словаки — 1,2%

## Адміністративний поділ
Округ поділяється на 5 общин:
| № | Община      | Площа, км² | Населення, осіб (2002, перепис) | Кількість нас. пунктів |
| - | ----------- | ---------- | ------------------------------- | ---------------------- |
| 1 | Житиште     | 540,2      | 20 399                          | 12                     |
| 2 | Зренянин    | 1324,9     | 132 051                         | 22                     |
| 3 | Нова Црня   | 269,1      | 12 705                          | 6                      |
| 4 | Новий Бечей | 606,8      | 26 924                          | 4                      |
| 5 | Сечань      | 522,4      | 16 377                          | 11                     |